# Období Šówa

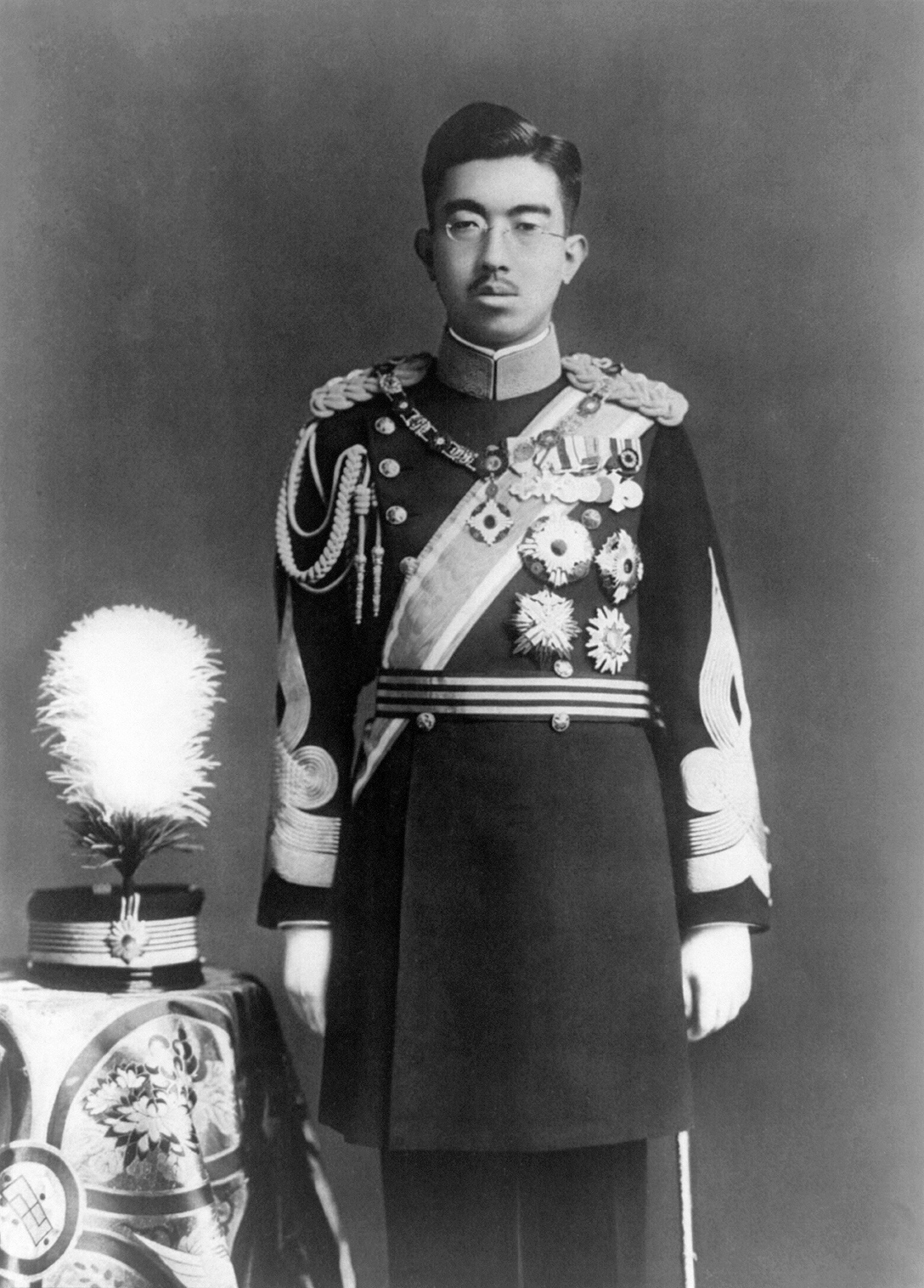
Císař Hirohito

Období Šówa (japonsky: 昭和時代, Šówa-džidai) je označení pro historické období Japonska, které spadá do období Japonska 1926 až 1989. Předcházelo mu období Taišó. Během tohoto období stál v čele Japonského císařství císař Hirohito. Korunován císařem byl 10. listopadu 1928. Název éry zvolil sám Hirohito.
Období Šówa je nejdelším obdobím vlády historického panovníka v dějinách Japonska. Na začátku vlády císaře Hirohita bylo Japonsko převážně zemědělským státem s rozvíjející se průmyslovou výrobou. Po druhé světové válce, ve které Japonsko patřilo mezi poražené státy, došlo ke změnám ve společnosti a k reorganizaci hospodářství. Prudce se rozvinul průmysl a Japonsko se stalo jednou z nejvyspělejších zemí světa.
Po smrti císaře Hirohita nastoupil na chryzantémový trůn v roce 1989 císař Akihito a zahájil tak období Heisei.

## Vnitřní politika

### Od roku 1926 do konce 2. světové války

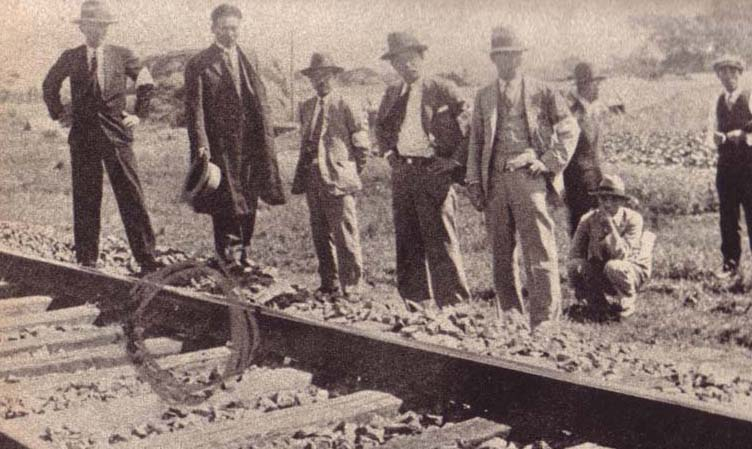
Japonští odborníci zkoumající poškození kolejí při tzv. Mukdenském incidentu

Počátek Hirohitovy vlády (mezi roku 1926 a 1945) je poznamenám silnou pozicí japonských armádních kruhů ve vládě.
Od roku 1924 do roku 1926 byl předsedou vlády Kómei Kató. Úspěchem jeho vlády bylo v roce 1925 schválení všeobecného hlasovacího práva pro muže, obnovení diplomatických vztahů se Sovětským svazem a snížení počtu příslušníků šlechty v Horní sněmovně a zvýšení počtu členů jmenovaných přímo císařem z řad významných osobností. Omezil tak částečně její vliv. V této době došlo k poklesu výdajů na armádu, ale i zavedení povinného vojenského výcviku pro mládež.
Po roce 1926 docházelo k vzájemnému osočování obou hlavních politických stran, Seijúkai a Kensekai (přejmenované v roce 1927 na Rikkai Minseitó), a opětné výměně několika vlád. Spory vedly ke zvyšování vlivu vojenských kruhů na politiku a chod státu.
V roce 1932 došlo k faktické ztrátě civilní kontroly nad armádou. Armáda vyprovokovala v okolí Mandžuské dráhy konflikt s čínskou armádou, i když se mu japonští politici snažili zabránit. Tento konflikt, nazvaný Mukdenský incident, byl záminkou pro armádu k dobytí Mandžuska.
V roce 1931 dopadla na japonské hospodářství Světová hospodářská krize. Vláda ji začala řešit, ale výsledky se dostavily pozdě na to, aby mohly zvrátit růst počtu příznivců japonské územní expanze. Ta měla Japonsku zajistit ekonomickou soběstačnost.
V tomto roce došlo také k vzestupu radikálního pravicového hnutí, které tvořily skupinky hlásající oddanost císaři a podporující japonskou expanzi. Druhou část tohoto hnutí tvořili mladí důstojníci armády. Toto hnutí spáchalo v roce 1932 atentát na tehdejšího předsedu vlády Cujošiho Inukaie a 26. února 1936 se pokusilo o puč. Ten byl potlačen a hnutí byla pronásledováno. Při následujících čistkách v armádě se dostali k moci vysocí důstojníci. Po likvidaci tohoto hnutí byla pronásledována levice a liberálně smýšlející osoby. Pokus o puč využila armáda jako nátlakový prostředek proti omezování svého vlivu. Jednou z výhod, které získala, byla zásada, že ministrem ozbrojených sil může být pouze generál (admirál) v činné službě.
Začátek Druhé čínsko-Japonské války v roce 1937 vedl k armádní kontrole ekonomiky a hospodářství a státní aparát začaly ovládat příslušníci vojenské elity. Ta postupně zavedla Japonsko do 2. světové války.

### Od roku 1945 do roku 1954

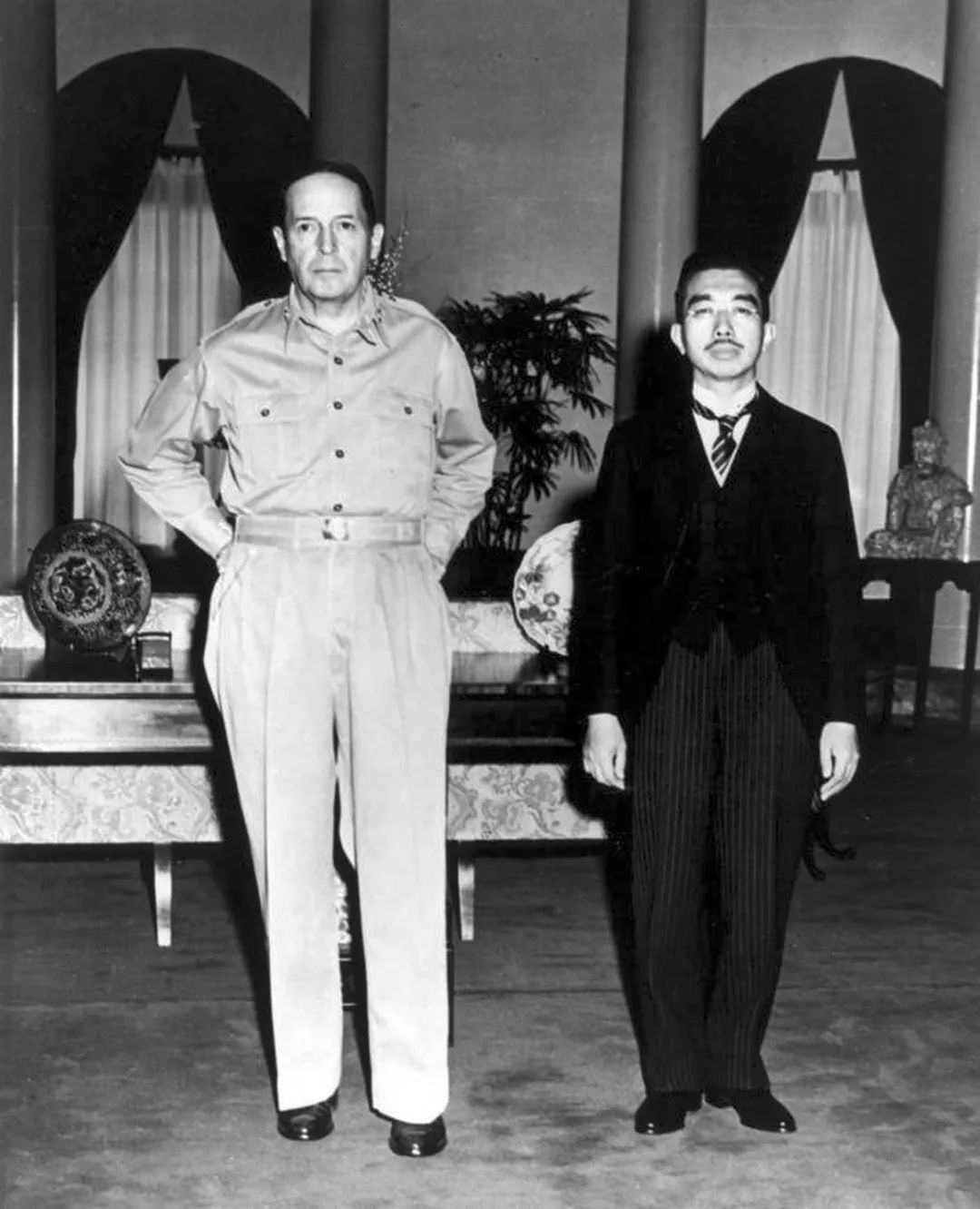
Generál MacArthur a císař Hirohito.

Po válce se poražené Japonsko dostalo pod okupační správu USA, kde zůstalo až do roku 1952. Zahraniční jednotky pod velením generála MacArthura spravovaly zemi prostřednictvím japonských vládních orgánů. Hlavním cílem byla demilitarizace a obnova hospodářství. Vojsko bylo demobilizováno, polovojenské jednotky rozpuštěny, policie decentralizována. V hospodářství proběhla pozemková reforma a byly zrušeny monopoly některých velkých firem.
V roce 1947 byla přijata nová ústava, která zajistila volební právo pro všechny muže i ženy starší 20 let, sestavování vlády pro většinové strany, a hlavně prohlásila císaře za pouhý symbol státu a zbavila ho vlivu na vládu.
V tomto roce se stal předsedou vlády Šigeru Jošida, který v této funkci byl s krátkou přestávkou až do roku 1954. Jeho vlády s okupační správou spolupracovaly a jejich hlavním cílem byl ekonomický růst.
Začátkem Korejské války roku 1950 došlo k nastartování japonského průmyslu, který byl vyvolán americkými vojenskými zakázkami.

### Od roku 1954 do roku 1972

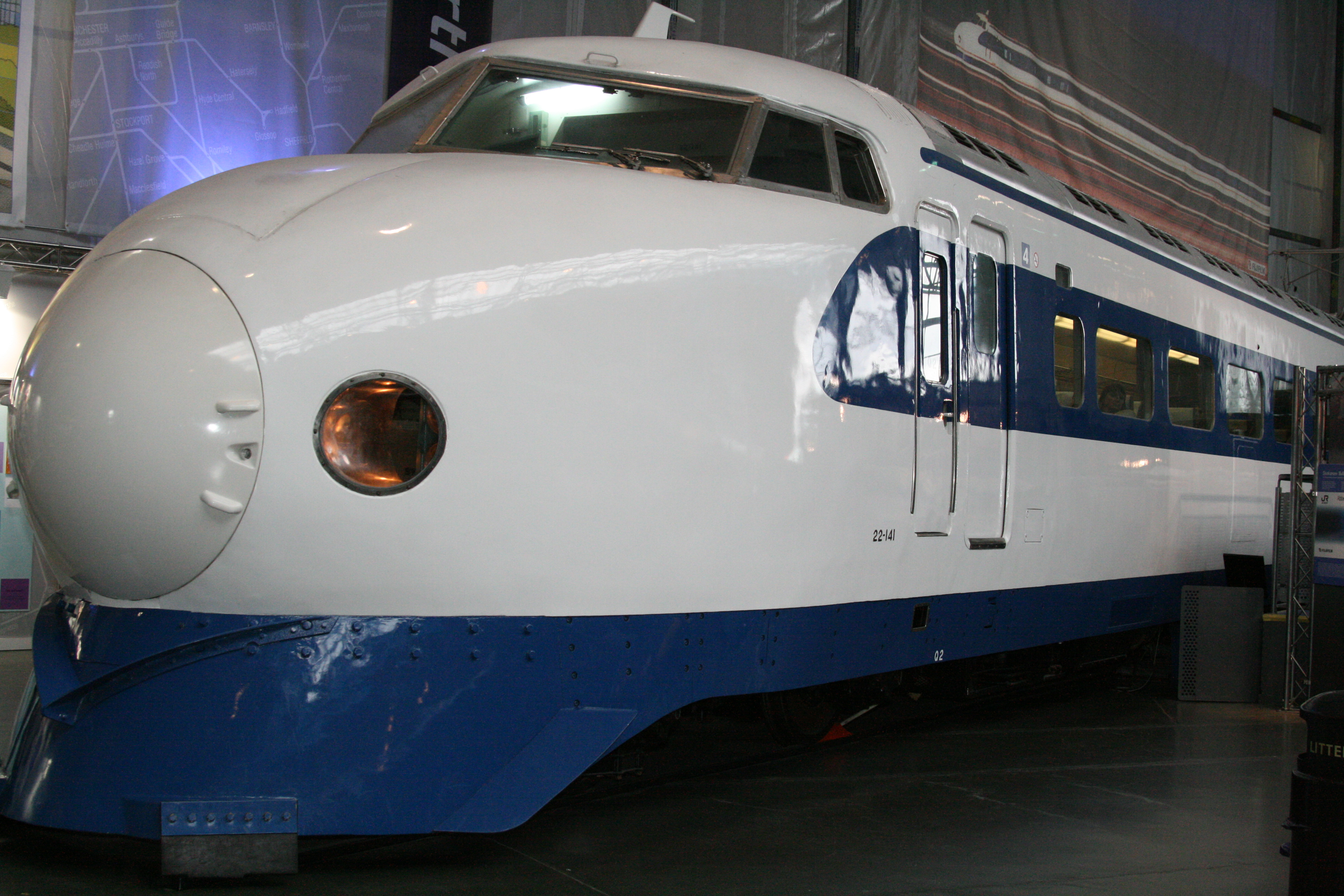
Šinkansen, souprava řady 0, první vysokorychlostní vlak na světě

Po roce 1955 došlo k významnému ekonomickému oživení, které vrátilo ostrovům prosperitu. Symbolem japonského úspěchu se stal rychlovlak Šinkansen, jehož provoz spuštěn k příležitosti olympijských her v Tokiu v roce 1964. Tyto olympijské hry jsou považovány za jeden z mnoha znaků, že Japonsko znovu získalo svůj národní status.
Až do roku 1970 byl každoroční nárůst hrubého národního produktu 10%. Příčin takového prudkého růstu bylo několik. USA umožnilo Japonsku přístup ke svým technologiím, které Japonci často vylepšili. Amerika také tvořila významné odbytiště japonských výrobků. Další příčinou byly i nízké náklady na armádu, protože japonská ústava omezovala její velikost.

### Od roku 1972 do roku 1989
Po roce 1972 došlo ke zpomalení hospodářského růstu. Příčinou byla ropná krize podzim roku 1973 a dohnání technologického pokroku ostatních zemí, což vedlo k potřebě rozvinutí vlastního výzkumu. Ve Spojených státech se začaly také ozývat hlasy proti dovozu japonského zboží, které velmi konkurovalo americké výrobě.
Přesto ekonomika Japonska patřila mezi nejrychleji rostoucí ekonomiky na světě a v roce 1975 patřilo Japonsko mezi zakládající členy sdružení sedmi nejvyspělejších států světa G7.

## Zahraniční politika

### Od roku 1926 do konce 2. světové války

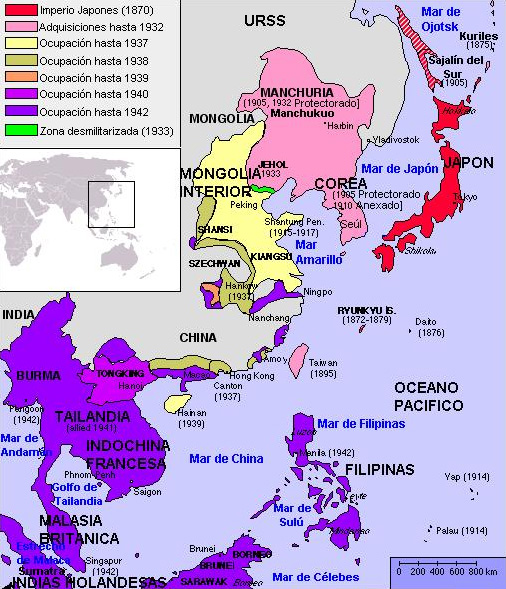
Expanze Japonska v letech 1932 - 1942

Mukdenský incident vyprovokovaný japonskou armádou v roce 1932 byl záminkou pro obsazení Mandžuska japonskou armádou. Společnost národů, jejíž komise tento incident vyšetřovala, označila Japonsko za agresora, ale nic dalšího nepodnikla. Japonsko pak v roce 1933 z této instituce vystoupilo. V březnu 1932 byl vyhlášen loutkový stát Mandžukuo, v jehož čele byl poslední císař dynastie Čching Pchu I.
Japonsko považovalo za největšího soupeře v Asii Sovětský svaz. Proti případnému napadení Mandžuska, které bylo vlastně součástí Japonska, Sovětským svazem a Čínou potřebovalo Japonsko vytvořit nárazníkovou zónu mezi Čínou a Mandžuskem. Tu tvořily v roce 1935 získané severočínské provincie.
7. června 1937 v oblasti Pekingu však došlo k potyčce mezi japonskými a čínskými vojáky. Tato potyčka přerostla ve Druhou čínsko-japonskou válku. Po dobytí Nankingu, tehdejšího hlavního městy Číny, se japonští generálové pomstili tamním obyvatelům za protijaponský odpor masakrem (Nankingský masakr). 3. listopadu bylo vyhlášeno ustanovení japonského Nového pořádku ve východní Asii. V březnu 1940 se stal předsedou loutkové vlády v Nankingu Wang Ťing-wej, politický soupeř Čankajška. Japonským problémem zůstal nadále Sovětský svaz.
Japonsko uvažovalo o spojenectví proti Sovětskému svazu s fašistickým Německem, v srpnu 1939 však bylo zaskočeno paktem o neútočení mezi těmito dvěma státy. Proto začalo Japonsko vyjednávat se Spojenými státy. Ty však požadovaly nejdříve opuštění dosažených pozic v Číně.
V Evropě byla expanze Německa natolik úspěšná, že se opět začalo uvažovat o spojenectví s tímto státem. 27. září 1940 vznikla podpisem Paktu tří Osa Berlín-Řím-Tokio. Německo se nabídlo jako prostředník pro zlepšení vztahů mezi Sovětským svazem a Japonskem a v dubnu 1941 byla mezi těmito dvěma státy podepsána smlouva o neutralitě.
Japonsko chtělo ve své expanzi pokračovat směrem na jih, aby získalo přístup ke strategickým surovinám. Na napadení Indočíny v červenci 1941 však reagovaly Spojené státy zastavením vývozu ropy do Japonska. Opět proběhla jednání mezi Japonskem a Spojenými státy, které však nevedla ke změně situace. Proto Japonci 7. prosince provedli útok na Pearl Harbor. Cílem bylo omezení námořní převahy USA v Tichomoří.
V pokračující válce v Tichomoří Japonsko postupně obsadilo Singapur, Thajsko, Barmu, Filipíny, Aleutské ostrovy a ostrovy až k severní Nové Guineji. V letech 1942-1944 se pokusilo dobytá území hospodářsky využívat a zavést svůj vlastní společenský řád. Na získaném území vystupovali Japonci jako osvoboditelé od cizí nadvlády. Později však proti nim vznikla v jednotlivých zemích národní osvobozenecká hnutí.
Vstup Spojených států do 2. světové války postupně změnil rovnováhu sil v Pacifiku v neprospěch Japonska. Spojenci odřízli přístup Japonska ke svému nově získanému území, a přerušili tak přístup japonských posil z obsazených území a přísun surovin. Po dlouhém pacifickém tažení Japonsko ztratilo Okinawu v souostroví Rjúkjú a bylo zatlačeno na čtyři hlavní ostrovy. Spojené státy mohutně zaútočily na Tokio, Ósaku a další města strategickým bombardováním a kobercovými nálety.
Na jaltské konferenci konané v únoru 1945 slíbil Sovětský svaz, že Japonsku vyhlásí válku. Stalo se tak 8. srpna a Sovětský svaz obsadil Mandžusko.
Japonská vláda nechtěla přistoupit na bezpodmínečnou kapitulaci. Z obav vysokých ztrát při pokračující ofenzívě povolil americký prezident Harry S. Truman použití nově vyvinutých atomových bomb. 6. srpna 1945 byla svržena jedna na Hirošimu a 9. srpna druhá na Nagasaki. Japonsko přesto odolávalo a kapitulovalo až 15. září 1945 poté, co bylo zaručeno, že nebude zpochybněno postavení japonského císaře jako nezávislého vládce Japonska.

### Od roku 1945 do roku 1954

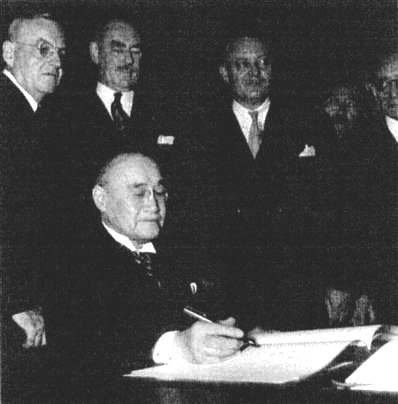
Premiér Šigeru Jošida podepisující mírovou smlouvu v San Francisku 8. září 1951

Po porážce se Japonsko dostalo pod správu americké okupační správy, která provedla reformy politických institucí a ekonomiky státu.
V roce 1951, 8. září, došlo v San Francisku k podpisu mírové smlouvy mezi Japonskem, Spojenými státy a dalšími 47 zeměmi. Tímto aktem se Japonsko stalo opět nezávislým.
Současně byla podepsána bezpečnostní smlouva mezi USA a Japonskem. USA se zavázalo poskytnout Japonsku vojenskou ochranu a Japonsko umožnilo vybudování několika amerických základen na území Japonska.

### Od roku 1954 do roku 1989
V roce 1956 došlo k „normalizaci“ vztahů mezi SSSR a Japonskem. Nadále však zůstaly spornými otázkami vlastnictví ostrovů severní Kurily a ostrovů severovýchodně od ostrova Hokkaidó.
V létě 1960 proběhla revize bezpečnostní smlouvy s USA, která nepřinesla významné změny. Souostroví Rjúkjú zůstalo pod správou USA až do roku 1972, aby byla zajištěna stabilizace východní Asie. Významná vojenská přítomnost USA v Japonsku zůstává dosud.